# 조세 페센티
조세 페센티(Jose Pecentti)는 프랑스의 지휘자 및 반도네온 연주자이다. 그는 코르시카 섬에서 태어나 파리에서 자랐다. 그 곳에서 박력있는 아르헨티나 탱고를 듣고 탱고에 사로잡혀 반도네온을 습득한 뒤 스스로 악단을 조직하여 파리에서 활약하였다. 그의 연주는 자신이 직접 반도네온을 사용하며, 아르헨티나 스타일을 채용하였다.